# Bulnes (geslacht)

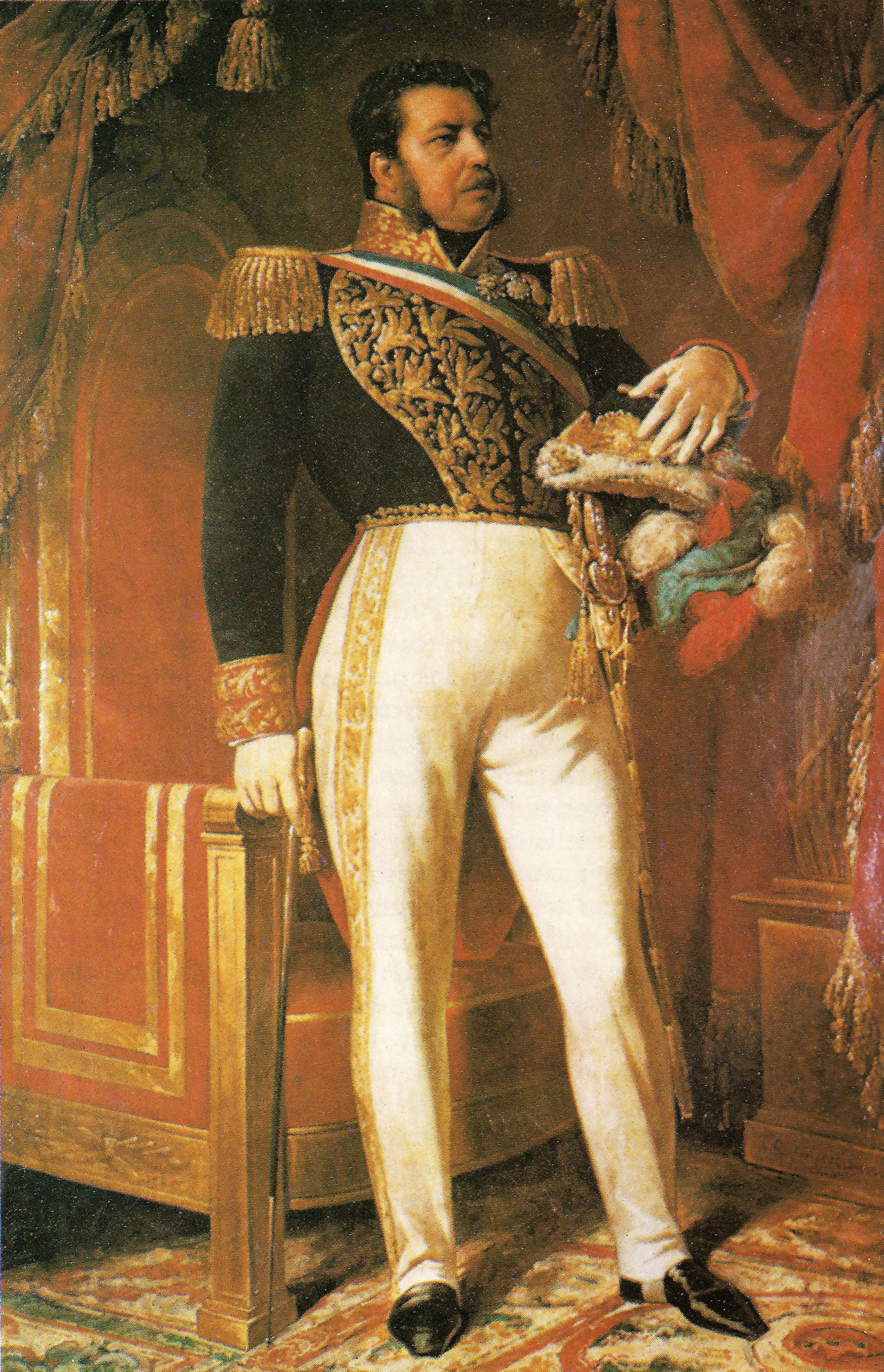
President Manuel Bulnes Prieto

Leden van het geslacht Bulnes vestigden zich in de achttiende eeuw vanuit Spanje in Chili. 
1. Manuel Bulnes, vestigde zich in de 18e eeuw in Chili, tr. Manuela Corces
  1. Toribio Alfonso Bulnes y Corces
    1. Manuel José Bulnes Quevedo (1763-1821)
      1. Manuel Bulnes Prieto (1799-1866), president van Chili 1841-1851, tr. Enriqueta Pinto Garmendia, dochter van Francisco Antonio Pinto y Díaz de la Puente (1785-1858), president van Chili 1827-1829 en zuster van Aníbal Pinto Garmendia (1825-1884), president van Chili 1876-1881
        1. Manuel Bulnes Pinto (1842-1899), generaal
        2. Gonzalo Bulnes Pinto (1851-1936), diplomaat, senator
          1. Diego Francisco Bulnes Correa (1886-1970), afgevaardigde, senator, tr. Juan Luis Sanfuentes Andonaegui (1888-1957), dochter van Juan Luis Sanfuentes Andonaegui (1858-1930), president van Chili 1915-1920
            1. Francisco Bulnes Sanfuentes (1917-1999), afgevaardigde, senator, partijvoorzitter PCU, ambassadeur in Peru (1975-1979)
              1. Francisco Bulnes Ripamonti († ca. 1983)
                1. Felipe Bulnes Serrano (*1969), minister van Justitie (2010-2011) en Onderwijs (2011)